# Géant d'Atacama
Le Géant d'Atacama (en espagnol : Gigante de Atacama) est un géoglyphe anthropomorphe situé sur les flancs du Cerro Unita dans le désert d'Atacama, au Chili.

## Caractéristiques
Le Géant d'Atacama est située à environ 15 km au nord-est de la ville de Huara, dans la région de Tarapacá, et à 90 km d'Iquique, la capitale de la région. Il occupe le flanc du Cerro Unita à 1 245 m d'altitude, dans le désert d'Atacama. Le géoglyphe mesure 86 m de haut pour une superficie de 3 000 m2.
Le géoglyphe est tracé par creusement de sillons dans le sol désertique, rehaussé par une accumulation de pierres. Il est entouré d'une vingtaine d'autres figures, regroupées autour de deux figures secondaires : la première est accompagnée de douze figures géométriques et zoomorphes, la seconde entourée de sept autres formes.
À la différence d'autres géoglyphes comme ceux de Nazca, le Géant d'Atacama est visible depuis le sol. Il se trouve sur le trajet du chemin de l'Inca régulièrement utilisé pour les transhumances[réf. nécessaire].

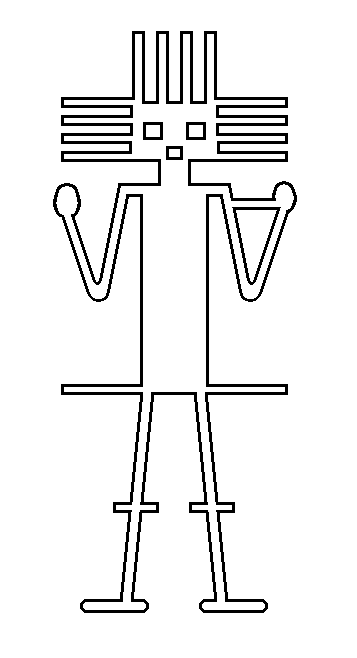
Représentation schématique du géoglyphe.

## Historique
On suppose que le Géant et les figures qui l'entourent ont été tracés par les cultures qui ont habité la région entre les années 1000 et 1400. Plus de 5 000 géoglyphes ont été découverts dans la région d'Atacama depuis la fin du XXe siècle. Il est possible qu'ils soient l'œuvre de plusieurs cultures successives, dont les Tiwanaku et les Incas. La signification du Géant est inconnue ; il pourrait s'agit d'un chaman ou d'un yatiri, ou encore de la divinité andine Tunupa-Tarapaca, dont la dépouille aurait été, selon la légende, emportée du lac Titicaca à l'océan Pacifique.
À l'époque contemporaine, le Géant est repéré en 1967 lors d'un vol d'exploration effectué par l'aviateur chilien Eduardo Iensen Franke (es), accompagné des archéologues Delbert Leroy True (en), Lautaro Núñez Atencio (es) et M.C. Mandoff. La zone du Cerro Unita, un total de 1 144 ha qui contiennent une grande quantité de matériel archéologique, est déclarée bien national en 2019.

## Voir qussi
- Chandelier de Paracas
- Géoglyphes de Nazca